# Ligue 1 2023-2024 (Algeria)
La Ligue Professionelle 1 2023-2024 è stata la 62ª edizione della massima divisione del campionato algerino di calcio dalla sua fondazione nel 1962. Il campionato è iniziato il 15 settembre 2023 ed è terminato il 14 giugno 2024.
Il CR Belouizdad è la squadra campione in carica. Il campionato è stato vinto dall'MC Alger, al suo ottavo titolo nazionale.

## Stagione

### Novità
Al termine della scorsa stagione sono state retrocesse in Ligue 2 RC Arbaâ e HB Chelghoum Laïd, rispettivamente quindicesima e sedicesima del campionato. Al loro posto sono state promosse US Souf e ES Ben Aknoun, rispettivamente prima e seconda classificata della Ligue 2.

### Formula
Le 16 squadre partecipanti giocano un girone all'italiana con partite di andata e ritorno, per un totale di 30 giornate. Al termine della stagione, la prima classificata è campione di Algeria e si qualifica per la CAF Champions League 2024-2025 insieme con la seconda classificata, mentre la terza classificata si qualifica per la Coppa della Confederazione CAF 2024-2025. Le ultime due classificate vengono invece retrocesse in Ligue 2.

## Squadre partecipanti
| Squadra        | Città      | Stagione precedente |
| -------------- | ---------- | ------------------- |
| ASO Chlef      | Chlef      | 7° in Ligue 1       |
| US Biskra      | Biskra     | 12° in Ligue 1      |
| CR Belouizdad  | Algeri     | Campione di Algeria |
| CS Constantine | Costantina | 2° in Ligue 1       |
| ES Ben Aknoun  | Algeri     | 2° in Ligue 2       |
| ES Sétif       | Sétif      | 6° in Ligue 1       |
| JS Kabylie     | Tizi Ouzou | 14° in Ligue 1      |
| JS Saoura      | Béchar     | 5° in Ligue 1       |
| MC Alger       | Algeri     | 3° in Ligue 1       |
| MC El Bayadh   | El Bayadh  | 4° in Ligue 1       |
| MC Oran        | Orano      | 10° in Ligue 1      |
| NC Magra       | Magra      | 13° in Ligue 1      |
| Paradou AC     | Algeri     | 9° in Ligue 1       |
| USM Alger      | Algeri     | 11° in Ligue 1      |
| USM Khenchela  | Khenchela  | 8° in Ligue 1       |
| US Souf        | El Oued    | 1° in Ligue 2       |

## Classifica
|                    | Pos. | Squadra        | Pt | G  | V  | N  | P  | GF | GS | DR  |
| ------------------ | ---- | -------------- | -- | -- | -- | -- | -- | -- | -- | --- |
| Algeria (bandiera) | 1.   | MC Alger       | 66 | 30 | 19 | 8  | 3  | 55 | 20 | +35 |
|                    | 2.   | CR Belouizdad  | 53 | 30 | 15 | 8  | 7  | 37 | 20 | +17 |
|                    | 3.   | CS Constantine | 53 | 30 | 15 | 8  | 7  | 46 | 30 | +16 |
|                    | 4.   | USM Alger      | 49 | 30 | 15 | 4  | 11 | 40 | 32 | +8  |
|                    | 5.   | ES Sétif       | 48 | 30 | 14 | 6  | 10 | 37 | 37 | 0   |
|                    | 6.   | Paradou AC     | 42 | 30 | 11 | 9  | 10 | 36 | 22 | +14 |
|                    | 7.   | JS Kabylie     | 42 | 30 | 10 | 12 | 8  | 33 | 27 | +6  |
|                    | 8.   | ASO Chlef      | 41 | 30 | 11 | 8  | 11 | 41 | 40 | +1  |
|                    | 9.   | JS Saoura      | 40 | 30 | 11 | 7  | 12 | 34 | 37 | -3  |
|                    | 10.  | USM Khenchela  | 39 | 30 | 11 | 6  | 13 | 33 | 39 | -6  |
|                    | 11.  | NC Magra       | 38 | 30 | 9  | 11 | 10 | 30 | 32 | -2  |
|                    | 12.  | MC El Bayadh   | 38 | 30 | 10 | 8  | 12 | 29 | 30 | -1  |
|                    | 13.  | US Biskra      | 36 | 30 | 9  | 9  | 12 | 25 | 34 | -9  |
|                    | 14.  | MC Oran        | 36 | 30 | 9  | 9  | 12 | 26 | 33 | -7  |
|                    | 15.  | ES Ben Aknoun  | 32 | 30 | 8  | 8  | 14 | 32 | 37 | -5  |
|                    | 16.  | US Souf        | 7  | 30 | 2  | 1  | 27 | 22 | 86 | -64 |

Legenda
      Campione d'Algeria e ammessa alla CAF Champions League 2024-2025.
      Qualificata per la CAF Champions League 2024-2025
      Ammessa alla Coppa della Confederazione CAF 2024-2025.
      Retrocessa in Ligue 2 2024-2025.
Note:
Tre punti a vittoria, uno a pareggio, zero a sconfitta.